# 清水河区
清水河区，原是缅甸联邦第一特区果敢县下辖的一个区。
2025年7月10日，清水河区被撤销，原辖区并入滚弄区管辖。

## 行政区划
清水河区下辖以下等乡镇：
- 清水河镇[2]
- 水沟洼乡
- 龙塘乡：平箐坝村、平子坝村
- 上地林乡[3]：麻栗坪村